# Vélodrome Humbert Ier
 (avril 2025).
Si vous disposez d'ouvrages ou d'articles de référence ou si vous connaissez des sites web de qualité traitant du thème abordé ici, merci de compléter l'article en donnant les références utiles à sa vérifiabilité et en les liant à la section « Notes et références ».
Le vélodrome Humbert Ier également appelé Velodromo Umberto I ou Velodromo Re Umberto est un vélodrome de cyclisme basé à Turin, dans le quartier de la Crocetta, en Italie ouvert en 1895 et fermé en 1917.
Il est également utilisé pour le football. Il porte le nom du roi d'Italie Humbert Ier.

## Histoire
Le vélodrome est construit par la fédération Italienne de cyclisme en 1895. En 1898 il accueille le premier championnat d'Italie. Ce championnat eu lieu le 8 mai 1898 et est remporté par le Genoa Cricket and Football Club. 
Le vélodrome, utilisé aussi comme motovélodrome par la Peugeot, a pour club de foot résident le Football Club Torinese de 1900 à 1904, la Juventus de 1904 à 1906 puis le Torino Football Club s'y installe ensuite de 1906 à 1910.